# Народный бюджет
Народный бюджет (People’s Budget) — бюджет Великобритании, предложенный в 1909 году Дэвидом Ллойдом Джорджем, канцлером казначейства с 1908 года. Позицию министра финансов поддержал и премьер-министр Герберт Генри Асквит. Это был либеральный проект, который подразумевал введение ряда налогов, в том числе и тех, которые затрагивали наиболее обеспеченные слои населения. Целью народного бюджета было повышение социального благосостояния граждан.

## История формирования бюджета
Бюджет на 1909 год формировался в сложных социально-экономических условиях. Промышленность на тот момент находилась в стадии спада. Необходимо было искать новые источники дохода. Для покрытия огромного дефицита бюджета в размере 15,8 миллионов фунтов были предложены три основные источника дохода: во-первых, экономия в размере 3,5 миллионов фунтов. Во-вторых, для покрытия 6,7 миллионов фунтов от дефицита планировалось повысить косвенные налоги — на табак, спиртные напитки, бензин и так далее. Более того, предлагалось ввести новые земельные налоги, в том числе и на лендлордов. 
Все эти инициативы напрямую затрагивали интересы аристократов, заседавших в Палате лордов, что не могло не вызвать у них негативную реакцию. Вскоре вокруг бюджета разгорелась острейшая политическая борьба, которая очень быстро переросла в столкновение по вопросу о правах и полномочиях Палаты лордов. В 1909 году либеральная партия провела этот законопроект через Палату общин, однако в Палате лордов с консервативным большинством бюджет был отклонён, несмотря на то, что решение пэров являлось прямым вторжением в прерогативу Короны и привилегии Палаты общин. Дебаты свелись к критике Дэвида Ллойда Джорджа, которого обвинили в потворстве социалистам. Премьер-министр Герберт Генри Асквитт предложил резолюцию, которая звучала так: «Поступок Палаты лордов, отказавшейся утвердить финансовое постановление, принятое этой палатой на текущий год, является нарушением конституции и узурпацией прав Палаты общин». Подавляющим большинством голосов эта резолюция была принята, после чего Парламент был распущен, а новые выборы назначены на январь 1910 года. Тем не менее после выборов в Парламент новая Палата лордов одобрила народный бюджет.

## Последствия принятия бюджета
Невозможно переоценить влияние народного бюджета на политическую ситуацию в стране. Более того, он несомненно изменил общество в Великобритании в целом. Государство начало играть важнейшую роль в жизни британского народа, оказывая помощь малообеспеченным слоям населения. Именно благодаря народному бюджету появились первые государственные ассигнования на социальные нужды, такие как пенсии по старости, выплаты по инвалидности, средства на организацию бирж труда и так далее.
Стоит добавить, что принятие народного бюджета повлекло за собой ограничения полномочий Палаты лордов, которые на тот момент обладали огромной властью. Благодаря бюджету был дан старт для самой масштабной реформы верхней палаты правительства Великобритании за последние несколько веков.

## Критика народного бюджета
Народный бюджет активно критиковался Палатой лордов, которых не устраивал налог для лендлордов, ведь он касался многих из пэров заседающих в палате. Они предлагали заменить его на протекционистские таможенные пошлины для иностранцев. Более того, были массовые петиции финансистов и промышленников против этого законопроекта, а консервативная пресса оценивала налоги на прибыль и собственность крайне негативно для развития страны. Однако опасения были связаны скорее с самим фактом посягательства на собственность, чем с реальными размерами ущерба.

## Влияние народного бюджета на политику
Принятие народного бюджета создало прецедент, благодаря которому либералы провели законопроект, существенно ограничивавший права верхней палаты Парламента Великобритании. В соответствии с этим законом Палата лордов не могла больше участвовать в обсуждениях всех финансовых вопросов, в том числе в утверждении бюджета, и утрачивала возможность накладывать вето на законопроекты. Теперь в полномочия Палаты лордов стала входить возможность отложить принятие законопроекта только на три года, после чего он автоматически становится законом.

## Влияние народного бюджета на общество
Принятие бюджета изменило роль правительства в экономике. Хотя либералы не опровергали необходимость частной собственности и предпринимательства, они стремились привнести в экономику коллективистские стратегии управления. Политики признавали, что свободный рынок не был идеален, существовало множество проблем, например безработица. Создание бирж труда было первым шагом к решению проблемы. Народный бюджет был разработан для того, чтобы законодательно заполнить пробелы в критически важных экономических вопросах. Народный бюджет являлся принципиально новым подходом к развитию экономики, при котором государство стремится учитывать потребности и интересы всего населения и всех социальных классов.

## Влияние на экономику
Многие страны мира, и особенно Европы, взяли пример с Великобритании и начали вводить подобные налоги в национальные законодательства. Результатом последовательной системы налогообложения в сочетании с мерами социального обеспечения стал процесс перераспределения национального дохода и приток финансов к бедным слоям населения. В общем смысле принятие бюджета положило начало тому, что мы сейчас называем кейнсианством.